# José Herrera Uslar
José Herrera Uslar (* 4. Juni 1906 in Caracas; † unbekannt) war ein venezolanischer Rechtsanwalt, Diplomat und Unternehmer.

## Werdegang
Herrera Uslar studierte am Colegio de La Salle, an der Pennington School, an der Lehigh University und der Dickinson Law School. 1938 promovierte er an der Universidad Central de Venezuela zum Doktor der Politikwissenschaften.
Ab 1948 war er venezolanischer Gesandter in Stockholm. In dieser Funktion organisierte er 1950 für 1.000 deutsche Waisen- und Flüchtlingskinder Asyl in Venezuela.

## Ehrungen
- 1953: Großes Verdienstkreuz mit Stern der Bundesrepublik Deutschland